# Il giustiziere del Kurdistan
Il giustiziere del Kurdistan (Durchs wilde Kurdistan) è un film d'avventura del 1965 diretto da Franz Josef Gottlieb.
Nato da una coproduzione tedesco-spagnola, è ispirato liberamente al romanzo omonimo e popolarissimo dello scrittore tedesco Karl May e fa parte del "ciclo orientale", una serie di storie che vedono come protagonista l'avventuriero tedesco Kara Ben Nemsi. Il film è il seguito di Una carabina per Schut (1964).

## Trama
Dopo gli eventi di Una carabina per Schut, il protagonista, l'avventuriero tedesco Kara Ben Nemsi, viene onorato al palazzo del padiscià ottomano. Viene presto coinvolto in un'altra avventura dal suo amico Hadji Halef Omar e dallo sceicco degli haddeddihn. Quest'ultimo minaccia di rivoltarsi apertamente contro il padiscià, perché uno dei suoi governatori, il machredsch di Mosul, ha fatto arrestare e condannare a morte con l'accusa di ribellione Ahmed El Corda, il figlio dello sceicco. In realtà Ahmed era venuto alle armi con gli uomini del machredsch mentre rubavano acqua da una fonte degli haddeddihn. Per evitare lo scoppio di una guerra, Kara e Hadji si uniscono allo sceicco per salvare Ahmed. Giunti nel territorio degli yazidi, vengono a sapere che il machredsch pianifica un attacco e si uniscono ai difensori per fronteggiare i soldati turchi. Grazie all'incompetenza di un sottufficiale del machredsch e all'inventiva di lord Lindsey e del suo maggiordomo Archie, due stravaganti viaggiatori inglesi catturati casualmente dai turchi, gli attaccanti perdono l'effetto sorpresa e vengono sconfitti. I riconoscenti yazidi regalano a Kara Ben Nemsi un cane da pastore tedesco. Il protagonista, profittando di un lasciapassare concessogli dal padiscià e del vizio per l'alcol del comandante turco di Buruscu, si introduce nella città, ove è tenuto prigioniero Ahmed El Corda, ne sabota l'esecuzione e lo aiuta ad evadere. Ma sulla via del ritorno gli amici cadono in un agguato teso dal machredsch, che uccide lo sceicco degli haddeddihn e fa prigionieri Kara Ben Nemsi, Hadji e Ahmed El Corda. Subentra a questo punto il locale sceicco dei caldei, che pretende di sottoporre a processo i prigionieri. Il machredsch, per farli mettere a morte, li accusa di svariati crimini, fra cui degli assassinii contro dei caldei perpetrati in verità da lui stesso. All'ultimo sulla scena irrompe la figlia dello sceicco caldeo, che aveva conosciuto Kara Ben Nemsi al palazzo del padiscià ed era pure lei stata fatta prigioniera dal machredsch, e svela le trame del governatore turco. Quest'ultimo si dà alla fuga, ma, inseguito da Kara Ben Nemsi, precipita in un burrone.

## Produzione
Coproduzione tedesco-spagnola girata in gran parte in Almería.

## Critica
Prodotto "con grande sforzo in paesaggi romantici e con scene frenetiche di inseguimento e combattimento", viene definito un "divertimento allegro e avventuroso, realizzato secondo il solito schema", un "film bellico d'azione costruito sull'esotismo"; "tutto sommato, il film è una delle migliori produzioni tratte da May, anche se ci sono alcuni piccoli difetti". Comparandone la riuscita con un'altra produzione tratta da uno dei romanzi di Karl May ambientati in oriente (Guntar il temerario), il film viene altresì definito "ugualmente poco rilevante" e "un film ordinario - niente si discosta particolarmente da altri film tratti da opere di Karl May, e Il giustiziere del Kurdistan non è di certo un episodio speciale".